# Гаджега, Василий Николаевич
Васи́лий Никола́евич Гадже́га (русин. Васи́ль Гадже́га; 1863 / 1864, с. Руська Поляна, Австро-Венгерская империя — 15 марта 1938, Ужгород, Чехословакия) — закарпатский религиозный и культурно-образовательный деятель, историк, педагог, редактор, переводчик Подкарпатской Руси (ныне Закарпатье). Один из основателей общества «Просвита». Доктор богословия. Действительный и почётный член НТШ.

## Биография
Сын сельского капелана.
После учёбы в Ужгородской и Левочской гимназиях, в 1881—1883 гг. обучался в духовных семинариях Ужгорода и Будапешта Светское высшее образование получил в Венском университете (1883—1887).
Позже служил греко-католическим священником в родном селе, потом в Шаторайя-Уйхейи. С 1897 года — профессор богословия и директор средне-школьного интерната в Ужгороде. В 1898 (по другим данным — 1901) — редактор журнала «Наука».
С 1907 — настоятель, впоследствии, каноник Мукачевской епархии и начальник епархиального кассы, секретарь «Общества св. Василия Великого», глава издательского общества «Унио», профессор Богословской семинарии в Ужгороде.
Некоторое время возглавлял Русский национальный музей. Поддерживал идею автохтонности местного населения.
В 1919 — председатель Русского клуба, один из основателей и член президиума общества «Просвита», редактор его «Научного сборника». Был соредактором краеведческого журнала «Подкарпатская Русь» (1930) и ежегодного «Научного сборника
общества „Просвита“», в которых опубликовал 23 основательных исторических труда (1922—1937).
Позже был назначен папским прелатом.

## Научная деятельность
Исследователь истории церкви и народной культуры Закарпатья, политического и социально-экономического прошлого своего края.
Автор первого перевода с латыни отдельных отрывков из старейшей венгерской хроники «Gesta Hungarorum» («Деяния венгров»), имевшего большое значение для дальнейшего развития исторической науки на Закарпатье (1910).
Опубликовал на латинском и венгерских языках ряд богословских трактатов («Онтология», «Философия природы», «Логика»).
Активно печатался также в других местных изданиях («Наука», «Русин», «Свобода», «Пчилка» и т. д.).
Перевел на чешский язык «Краткий обзор церковной истории Подкарпатской Руси». Некоторые из работ В. Гаджеги вышли отдельными
книгами.

### Избранные труды
- «Додатки к исторіи русинов и руських церквей» (1922—1937)
- «Додатки к исторіи русинов и руських церквей в Ужанской жупі» (1924)
- «Влияние Реформации на подкарпатских русинов»
- «Перва проба исторіи греко-католицькой Мукачевской епархии» (1924)
- «Иван Фогораший» (1927)
- «Михаил Лучкай: Житєпис и твори» (1929)
- «Князь Федор Кориатович и Мармарош» (1931)
- «Додатки до исторіи русинов и руських церквей в бувший жупі Земплинской» (1931).
- «Папска булла о переложеню оседка греко-католицькой Мукачевськой епархіи з Мукачева до Ужгороду» (1935)